# Central Hockey League 1979-1980
La stagione 1979-1980 è stata la 17ª edizione della Central Hockey League, lega di sviluppo creata dalla National Hockey League per far crescere i giocatori delle proprie franchigie. La stagione vide al via nove formazioni e al termine dei playoff i Salt Lake Golden Eagles conquistarono la loro seconda Adams Cup.

## Squadre partecipanti
Rispetto alla stagione precedente si sciolsero i Kansas City Red Wings, fecero ritorno gli Houston Apollos, mentre si iscrissero i Birmingham Bulls, i Cincinnati Stingers e gli Indianapolis Checkers.
- Birmingham Bulls
- Cincinnati Stingers
- Dallas Black Hawks
- Fort Worth Texans
- Houston Apollos
- Indianapolis Checkers
- Oklahoma C. Stars
- Salt Lake Golden Eagles
- Tulsa Oilers

## Stagione regolare
|  | Pos. | Squadra                 | Pt  | G  | V  | S  | N  | GF  | GS  | DR  |
|  | ---- | ----------------------- | --- | -- | -- | -- | -- | --- | --- | --- |
|  | 1.   | Salt Lake Golden Eagles | 105 | 80 | 49 | 24 | 7  | 342 | 259 | +83 |
|  | 2.   | Indianapolis Checkers   | 87  | 79 | 40 | 32 | 7  | 275 | 238 | +37 |
|  | 3.   | Fort Worth Texans       | 83  | 80 | 37 | 34 | 9  | 312 | 298 | +14 |
|  | 4.   | Birmingham Bulls        | 77  | 80 | 36 | 39 | 5  | 260 | 295 | -35 |
|  | 5.   | Tulsa Oilers            | 77  | 80 | 34 | 37 | 9  | 241 | 256 | -15 |
|  | 6.   | Houston Apollos         | 74  | 80 | 32 | 38 | 10 | 300 | 319 | -19 |
|  | 7.   | Oklahoma C. Stars       | 69  | 80 | 33 | 44 | 3  | 261 | 268 | -7  |
|  | 8.   | Dallas Black Hawks      | 66  | 80 | 29 | 43 | 8  | 291 | 334 | -43 |
|  | 9.   | Cincinnati Stingers     | 23  | 33 | 11 | 21 | 1  | 108 | 151 | -43 |

Legenda:

      Ammesse ai Playoff
      Fallita a stagione in corso
Note:

Due punti a vittoria, un punto a pareggio, zero a sconfitta.

## Playoff
|  | 1º turno | 1º turno                | 1º turno                |                         |                       | Semifinali            | Semifinali | Semifinali |  |  | Finale | Finale | Finale |  |
|  |          |                         |                         |                         |                       |                       |            |            |  |  |        |        |        |  |
|  | 1        | Salt Lake Golden Eagles | 4                       |                         |                       |                       |            |            |  |  |        |        |        |  |
|  | 1        | Salt Lake Golden Eagles | 4                       |                         |                       |                       |            |            |  |  |        |        |        |  |
|  | 6        | Houston Apollos         | 2                       |                         |                       |                       |            |            |  |  |        |        |        |  |
|  | 6        | Houston Apollos         | 2                       | Salt Lake Golden Eagles |                       |                       |            |            |  |  |        |        |        |  |
|  |          |                         |                         |                         |                       |                       |            |            |  |  |        |        |        |  |
|  |          |                         | bye                     |                         |                       |                       |            |            |  |  |        |        |        |  |
|  |          |                         |                         |                         |                       |                       |            |            |  |  |        |        |        |  |
|  |          |                         |                         |                         |                       |                       |            |            |  |  |        |        |        |  |
|  |          |                         |                         |                         |                       |                       |            |            |  |  |        |        |        |  |
|  |          | Salt Lake Golden Eagles | Salt Lake Golden Eagles | 4                       |                       |                       |            |            |  |  |        |        |        |  |
|  |          |                         |                         |                         |                       |                       |            |            |  |  |        |        |        |  |
|  |          |                         | Fort Worth Texans       | Fort Worth Texans       | 3                     |                       |            |            |  |  |        |        |        |  |
|  | 2        | Indianapolis Checkers   | Fort Worth Texans       | Fort Worth Texans       | 3                     | 3                     |            |            |  |  |        |        |        |  |
|  | 2        | Indianapolis Checkers   |                         |                         |                       |                       |            |            |  |  |        |        |        |  |
|  | 5        | Tulsa Oilers            | 0                       |                         |                       |                       |            |            |  |  |        |        |        |  |
|  | 5        | Tulsa Oilers            | 0                       |                         | Indianapolis Checkers | Indianapolis Checkers | 1          |            |  |  |        |        |        |  |
|  |          |                         |                         |                         | Indianapolis Checkers | Indianapolis Checkers | 1          |            |  |  |        |        |        |  |
|  |          |                         | Fort Worth Texans       | Fort Worth Texans       | 3                     |                       |            |            |  |  |        |        |        |  |
|  | 3        | Fort Worth Texans       | Fort Worth Texans       | Fort Worth Texans       | 3                     | 3                     |            |            |  |  |        |        |        |  |
|  | 3        | Fort Worth Texans       |                         |                         |                       |                       |            |            |  |  |        |        |        |  |
|  | 4        | Birmingham Bulls        | 1                       |                         |                       |                       |            |            |  |  |        |        |        |  |

## Premi CHL
- Adams Cup: Salt Lake Golden Eagles
- Bobby Orr Trophy: Bruce Affleck (Dallas Black Hawks)
- Bob Gassoff Trophy: Gord Wappel (Birmingham Bulls)
- Iron Man Award: Darcy Regier (Indianapolis Checkers)
- Jake Milford Trophy: Jack Evans (Salt Lake Golden Eagles)
- Ken McKenzie Trophy: Joe Mullen (Salt Lake Golden Eagles)
- Max McNab Trophy: Doug Grant (Salt Lake Golden Eagles)
- Phil Esposito Trophy: Doug Palazzari (Salt Lake Golden Eagles)
- Terry Sawchuk Trophy: Jim Park e Richard Brodeur (Indianapolis Checkers)
- Tommy Ivan Trophy: Doug Palazzari (Salt Lake Golden Eagles)